# Communauté rurale de Taïba Moutoupha
La communauté rurale de Taïba Moutoupha est une communauté rurale du Sénégal située au centre-ouest du pays. 
Elle fait partie de l'arrondissement de Ndindy, du département de Diourbel et de la région de Diourbel.
Lors du dernier recensement, la CR comptait 11 368 personnes et 1 083 ménages.